# Galaverna

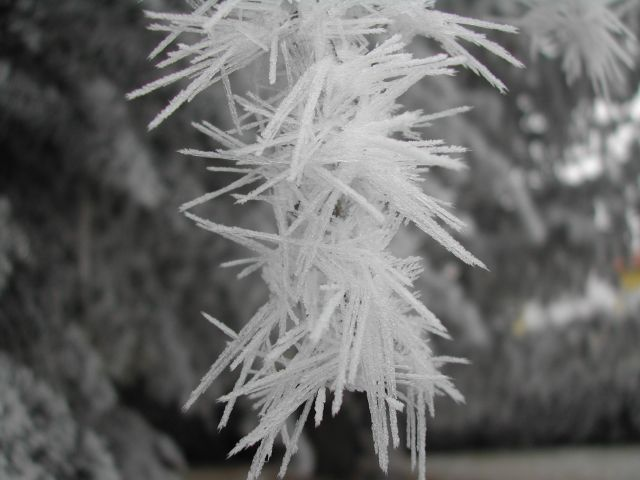
Cristalli di galaverna

In meteorologia la galaverna (o calaverna) è una forma di precipitazione atmosferica consistente in un deposito di ghiaccio in forma di aghi o scaglie, su superficie continua ghiacciata o su oggetti esterni che può prodursi in presenza di nebbia quando la temperatura dell'aria è nettamente inferiore a 0 °C.

## Descrizione
La galaverna è costituita da un rivestimento cristallino, opaco e bianco intorno alle superfici solide; di solito non è molto duro e può essere facilmente scosso via. Essa si forma perché le goccioline d'acqua in sospensione nell'atmosfera possono rimanere liquide anche sotto zero (stato di sopraffusione). Il fenomeno della galaverna è il passaggio da vapore acqueo a ghiaccio, che avviene non solo sul terreno, ma anche sugli alberi, sui tetti delle case, sulle auto ecc.

### Altre formazioni di ghiaccio
La galaverna richiede piccole dimensioni delle gocce di nebbia, temperatura bassa, ventilazione scarsa o nulla, accrescimento lento e dissipazione veloce del calore latente di solidificazione. Quando questi parametri cambiano si hanno altre formazioni, come per esempio la calabrosa, che si forma quando le gocce di nebbia sono più grosse e il vento è più forte.
La galaverna si distingue dalla brina perché questa non è coinvolta dal processo di sopraffusione delle gocce d'acqua e si forma per il brinamento del vapore sulle superfici raffreddate a causa della perdita di calore per irraggiamento durante la notte. Le formazioni di ghiaccio, simili alla galaverna, che si producono in assenza di nebbia con temperature molto basse e un'alta umidità relativa dell'aria superiore al 90%, possono essere chiamate ugualmente galaverna (in inglese soft rime, in francese pluie verglaçante).

## Applicazioni agronomiche
La galaverna, sotto forma di ghiaccio sulle piante, è utilizzata anche in ambito agronomico per preservare le piante dalle gelate sfruttando la liberazione del calore di brinamento nel processo di solidificazione dell'acqua liquida spruzzata sulle piante. Infatti durante l'intero passaggio di stato liquido-solido per la liberazione del suddetto calore la temperatura dell'acqua-ghiaccio rimane costante a 0 °C mentre quella dell'aria può essere anche di diversi gradi sotto lo zero. Al termine del passaggio di stato però anche il ghiaccio formatosi sulla pianta si porta rapidamente all'equilibrio termico con la temperatura dell'aria a diversi gradi sottozero, la stessa che avrebbe inevitabilmente subito la pianta senza il suddetto trattamento. La tecnica quindi, a livello teorico, non è di per sé dannosa e risulta utile in caso di gelate notturne e disgelo diurno diminuendo il tempo di esposizione della pianta alle temperature sottozero (specie nel periodo critico primaverile), ma nel lungo periodo, cioè in condizioni di gelo persistente anche di giorno e per più giorni, risulta inefficace. Dei danni alla pianta possono altresì crearsi sui germogli con l'aumento di volume dell'acqua che solidifica e per questo è oggetto di severe critiche.

## Nomenclatura

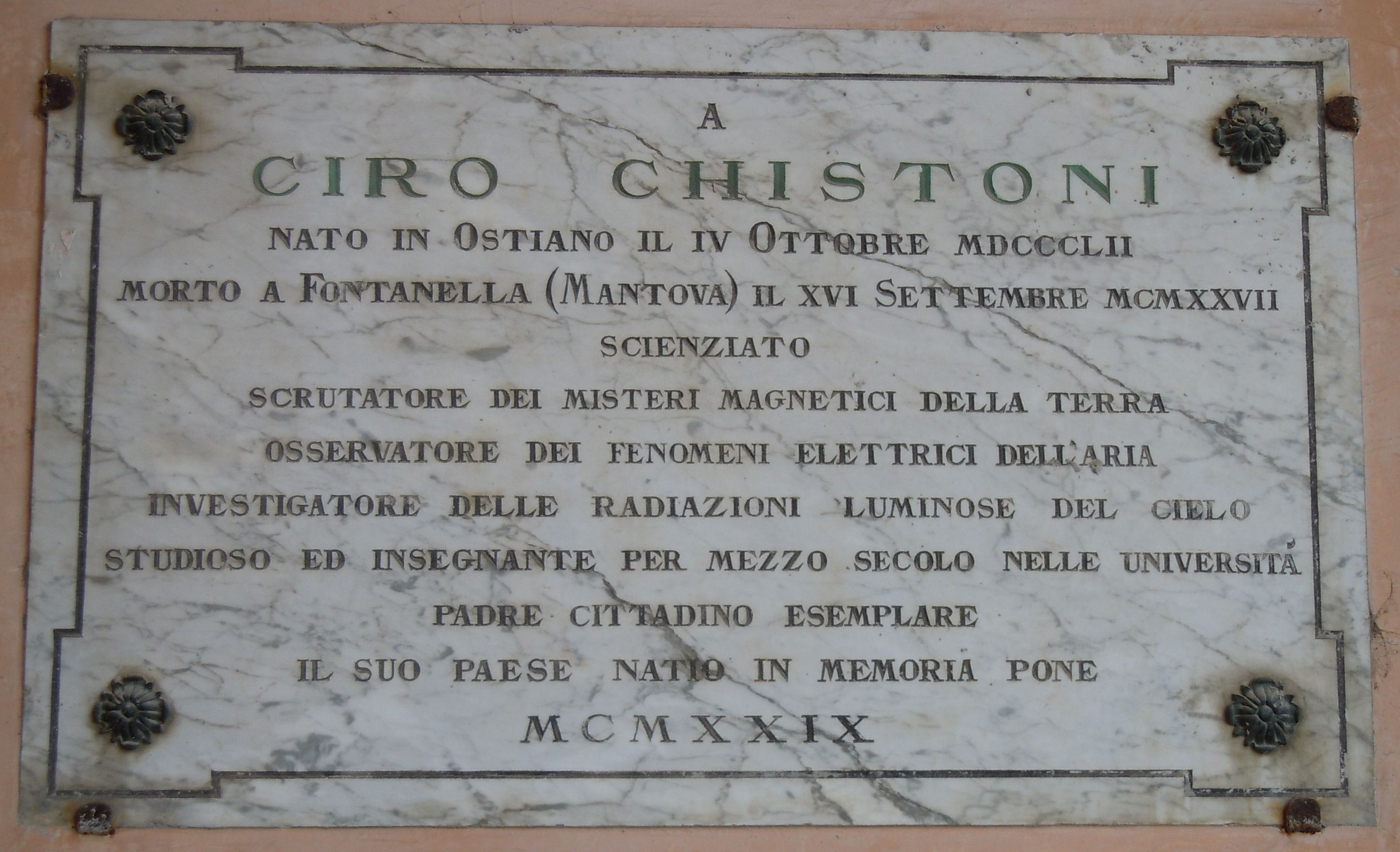
Ostiano, lapide a Ciro Chistoni

Ciro Chistoni descrisse un fenomeno assimilabile alla galaverna, che egli definì forte brinata invernale. Il fenomeno avviene con cielo inizialmente limpido e con formazione di brina sugli oggetti. Scendendo la temperatura, l'aria raggiunge il punto di saturazione di vapore acqueo e, per la presenza di nuclei di condensazione, si forma una nebbia bassa. In questa situazione avviene la solidificazione delle goccioline d'acqua nella nebbia con formazioni aghiformi di ghiaccio cristallino (più o meno omogeneo) che si sovrappongono alla brina. Il fenomeno sarebbe più frequente in autunno avanzato e più raramente in inverno, in particolar modo su oggetti compresi tra il suolo e quattro-sei metri d'altezza. Data la confusione allora presente tra fenomeni di brinamento e solidificazione della nebbia, è probabile che lo scienziato si riferisse a quella che oggi è la galaverna in senso proprio.
Nelle vecchie edizioni dell'International Cloud Atlas non si distingueva tra galaverna (soft rime) e calabrosa (hard rime) entrambi elencati sotto un'unica voce, titolata «Rime» definita come un «deposito di ghiaccio composta da grani più o meno separati da aria intrappolata, talvolta adornata da ramificazioni cristalline; è prodotta dal congelamento rapido di minuscole goccioline d'acqua sopraffusa e talvolta forma strati spessi; al suolo, si deposita sugli oggetti, principalmente sui lati esposti al vento e in particolar modo su superfici spigolose, a causa della nebbia sopraffusa, mentre in montagna a causa di goccioline di nube sopraffuse; nell'atmosfera libera diventa una formazione di ghiaccio friabile, che assomiglia a delle palline di neve glassate, sulle parti dell'aeromobile esposte al vento relativo». Bilancini separa galaverna (ghiaccio granuloso) da calabrosa (ghiaccio compatto) ma assegna alla prima alcune caratteristiche che saranno assegnate alla hard rime (calabrosa) nelle edizioni seguenti dell'International Cloud Atlas come i «granuli più o meno separati da inclusioni d'aria». Di fatto, nella sua definizione di galaverna, Bilancini comprende sia la soft rime (galaverna) che l'hard rime (calabrosa), come saranno definite nelle edizioni più recenti dell'International Cloud Atlas.